# Região Metropolitana do Alto Vale do Itajaí
A Região Metropolitana do Alto Vale do Itajaí é uma região metropolitana brasileira no estado de Santa Catarina, no Sul do país, instituída pela Lei nº 523, de 20 de dezembro de 2010.

## Municípios

### Núcleo metropolitano
- Ibirama
- Ituporanga
- Rio do Sul
- Taió

### Área de expansão
- Agrolândia
- Agronômica
- Atalanta
- Aurora
- Braço do Trombudo
- Chapadão do Lageado
- Dona Emma
- Imbuia
- José Boiteux
- Laurentino
- Lontras
- Mirim Doce
- Petrolândia
- Pouso Redondo
- Presidente Getúlio
- Presidente Nereu
- Rio do Campo
- Rio do Oeste
- Salete
- Santa Terezinha
- Trombudo Central
- Vidal Ramos
- Vitor Meireles
- Witmarsum